# Jarl Kulle
Jarl Lage Kulle (Ekeby, 27 febbraio 1927 – Gregersboda, 3 ottobre 1997) è stato un attore svedese.

## Biografia
Jarl Kulle prese parte ad alcuni tra i più famosi film prodotti in Svezia. Si cimentò anche nella regia in due occasioni, dirigendo Il ministro (1970) e Vita Nejlikan (1974), ma la sua fama è dovuta soprattutto ai suoi ruoli da attore in pellicole come Esistono gli angeli? (1961) del regista Lars-Magnus Lindgren, e alle sue interpretazioni in alcuni film del regista Ingmar Bergman quali Donne in attesa (1952), Sorrisi di una notte d'estate (1955), L'occhio del diavolo (1960), nel ruolo di Don Giovanni, A proposito di tutte queste... signore (1963) e Fanny e Alexander (1982). 
L'ultimo lungometraggio importante dove apparve fu Il pranzo di Babette (1987). Morì il 3 ottobre del 1997 a causa di un cancro alle ossa.

## Filmografia parziale

### Attore
- Leva på Hoppet, regia di Göran Gentele (1951)
- Donne in attesa (Kvinnors väntan), regia di Ingmar Bergman (1952)
- Barabba (Barabbas), regia di Alf Sjöberg (1953)
- Sorrisi di una notte d'estate (Sommarnattens leende), regia di Ingmar Bergman (1955)
- L'occhio del diavolo (Djävulens öga), regia di Ingmar Bergman (1960)
- Esistono gli angeli? (Änglar, finns dom?), regia di Lars-Magnus Lindgren (1961)
- A proposito di tutte queste... signore (För att inte tala om alla dessa kvinnor), regia di Ingmar Bergman (1964)
- Bröllopsbesvär, regia di Åke Falck (1964)
- Il mio caro John (Kare John), regia di Lars-Magnus Lindgren (1964)
- Il letto della sorella (Syskonbadd 1782), regia di Vilgot Sjöman (1966)
- Il ministro (Ministern), regia di Jarl Kulle (1970)
- Vita Nejlikan, regia di Jarl Kulle (1974)
- Fanny e Alexander (Fanny och Alexander), regia di Ingmar Bergman (1982)
- Il pranzo di Babette (Babettes Gaestebud), regia di Gabriel Axel (1987)

### Regista
- Il ministro (Ministern) (1970)
- Vita Nejlikan (1974)

## Doppiatori italiani
Nelle versioni in italiano delle opere in cui ha recitato, Jark Kulle è stato doppiato da:
- Giuseppe Rinaldi in Donne in attesa, L'occhio del diavolo, A proposito di tutte queste... signore
- Stefano Sibaldi in Sorrisi di una notte d'estate
- Gianni Marzocchi in Fanny e Alexander
- Michele Kalamera in Il pranzo di Babette

## Premi e riconoscimenti
Guldbagge
1965 - Miglior attore per Bröllopsbesvär
1983 - Miglior attore per Fanny e Alexander